# St. Paul (Mülfort)

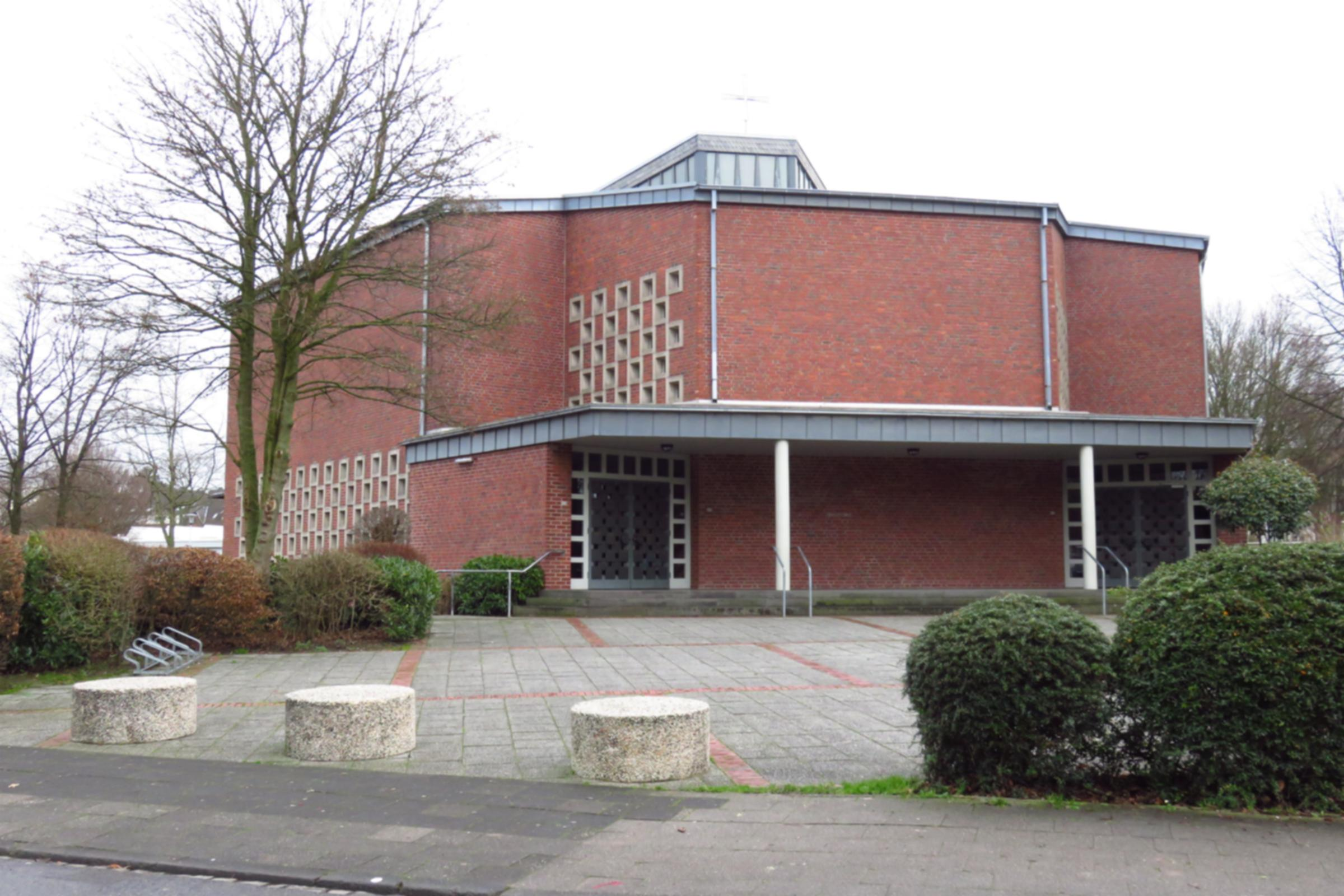
St. Paul in Mülfort

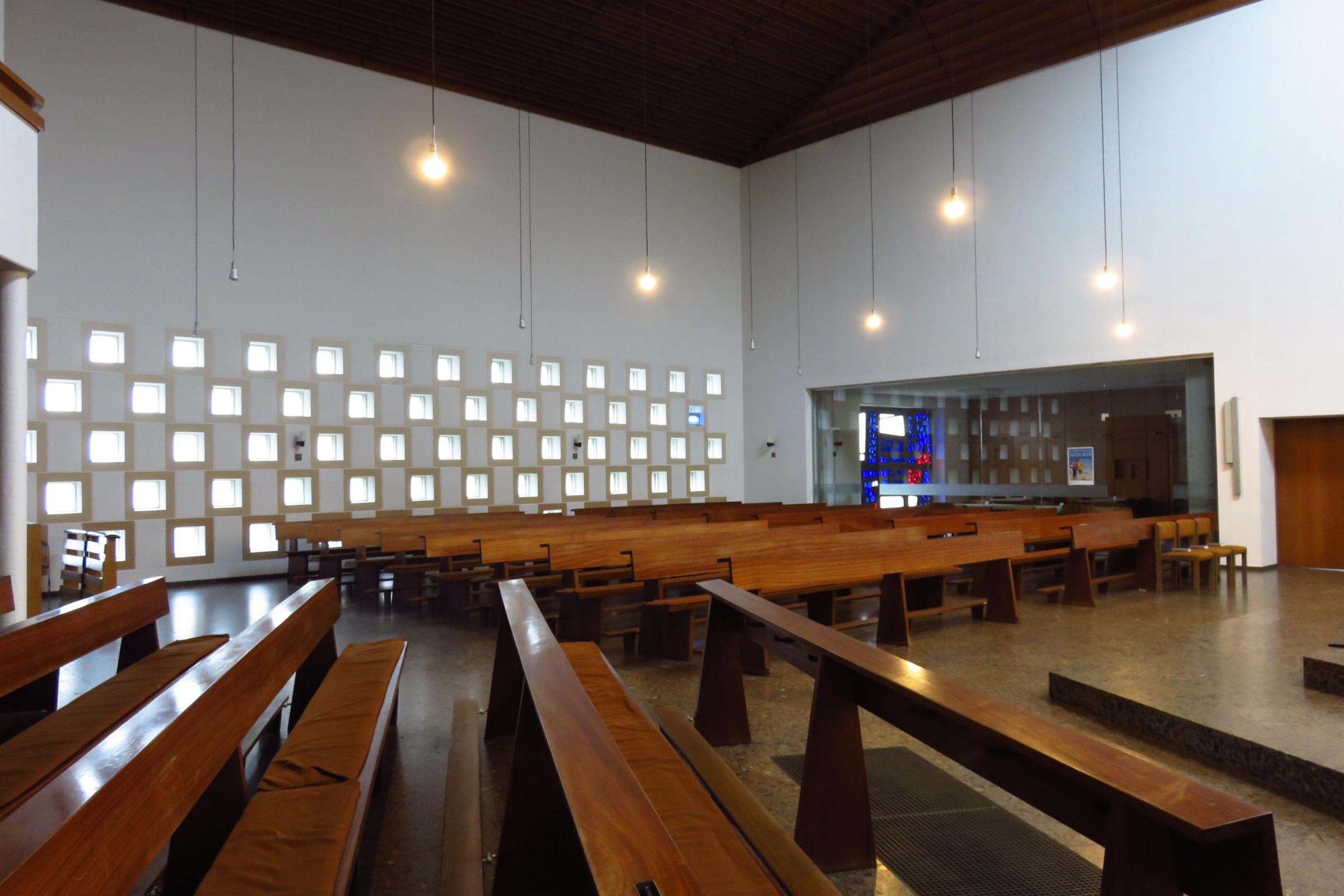
Innenraum

St. Paul ist eine römisch-katholische Pfarrkirche in Mülfort, einem Stadtteil von Mönchengladbach in Nordrhein-Westfalen. Sie steht unter dem Patronat des hl. Apostels Paulus (Gedenktag 29. Juni) und wurde zwischen 1967 und 1968 nach Plänen von Gerhard Blume erbaut.

## Geschichte
Mülfort gehörte seit jeher zur Pfarre Odenkirchen und verfügte lange über kein eigenes Gotteshaus. 1907 wurde ein Kirchenbauverein gegründet, da durch den Ausbau der Industrieanlagen die Bevölkerung deutlich zunahm und der Wunsch nach einer eigenen Kirche aufkam. Durch den Ersten Weltkrieg und die Inflation waren die bisher gesammelten Gelder wertlos und an einen Kirchenbau zunächst nicht zu denken. Dies änderte sich erst Mitte der 1920er Jahre. Der Odenkirchener Architekt Robert Hintzen wurde mit der Planung der neuen Kirche beauftragt, die 1926 realisiert wurde. 1927 wurde Mülfort zum Rektorat erhoben und erlangte dadurch eine gewisse Selbständigkeit. Am 21. August 1927 erhielt das Rektorat mit Gottfried Brockhans seinen ersten eigenen Geistlichen.
Im Zweiten Weltkrieg wurde die Kirche bei einem Angriff am 31. August 1943 durch Brandbomben und am 6. November 1944 durch Sprengbomben schwer beschädigt. 1950 folgte der notdürftige Wiederaufbau und zum 1. Oktober 1952 wurde Mülfort von der Pfarre Odenkirchen abgetrennt und eigenständige Pfarre. Zwischen 1952 und 1957 folgte ein Umbau der Kirche. Trotz dieses Umbaus entsprach das Gotteshaus nicht mehr den Sicherheitsvorschriften, weshalb der Kirchenvorstand 1964 den Abriss und Neubau an gleicher Stelle beschloss.
Daraufhin wurde der Rheydter Architekt Gerhard Blume mit der Planung der heutigen Pfarrkirche beauftragt. 1967 wurde mit dem Bau begonnen und bereits ein Jahr darauf war das neue Gotteshaus fertiggestellt. Die feierliche Kirchweihe fand schließlich am 15. Dezember 1968 statt.

## Baubeschreibung
St. Paul ist ein Backsteinbau in Formen der Moderne über dem Grundriss eines unregelmäßigen Sechsecks, das sich von Westen nach Osten aufweitet. Überspannt wird der Bau von einem Zeltdach, das nach Westen hin abfällt und von einer sechseckigen Laterne bekrönt wird. An den Ostseiten sind niedrige Anbauten gesetzt, in denen die Taufkapelle, die Sakristei und die Werktagskirche untergebracht sind.

## Ausstattung

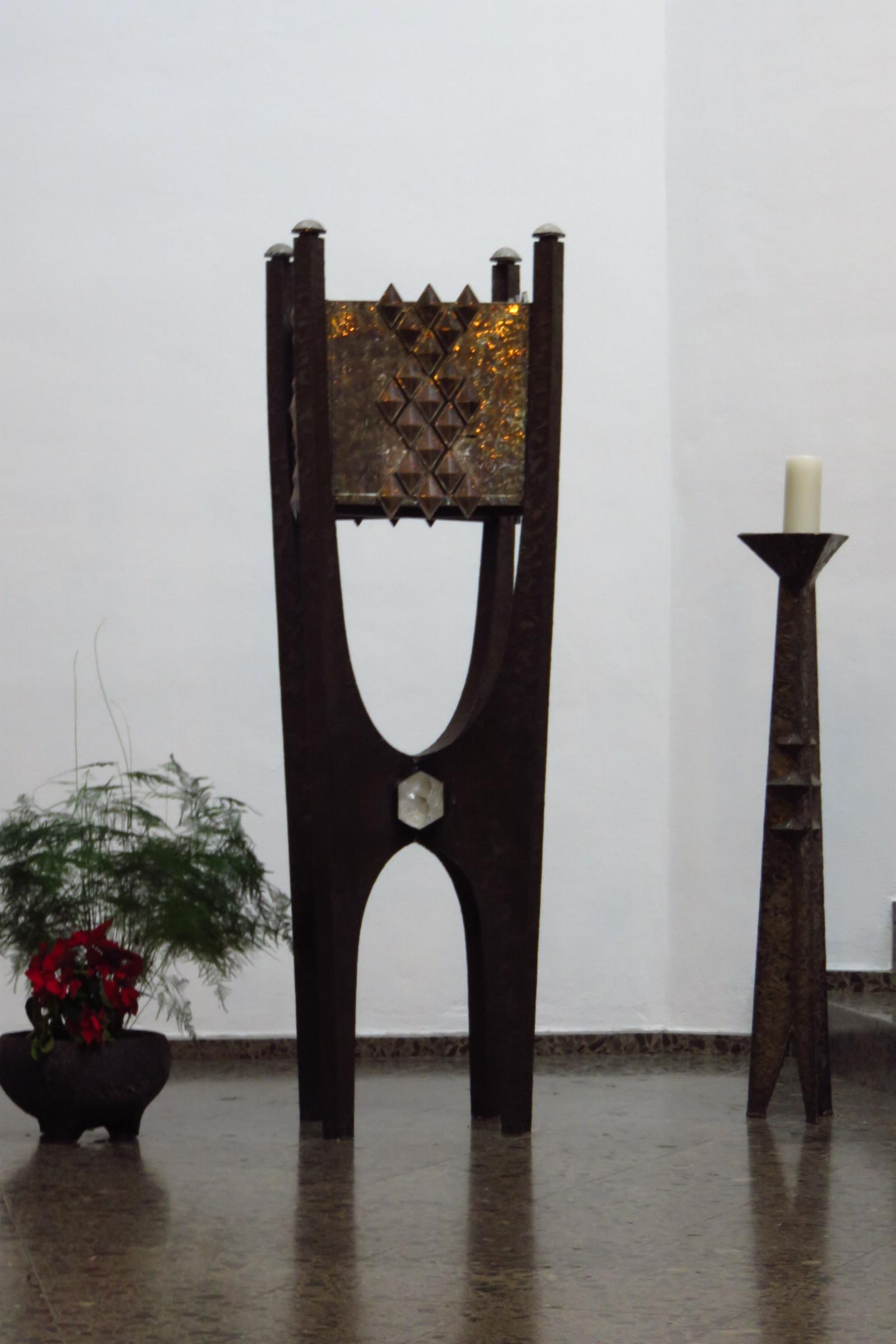
Sakramentshaus

Der aus rotem Marmor gefertigte Altar wurde nach Entwurf von Gerhard Blume angefertigt und 1968 geweiht. Das Sakramentshaus und die 7 Kerzenleuchter im Altarraum sind Werke der Goldschmiedewerkstatt Polders, Kevelaer. Johannes Richstätter schuf 1968 zwei Betonglasfenster für St. Paul.

## Pfarrer
Folgende Priester wirkten bislang als Rektor bzw. seit 1952 als Pfarrer an St. Paul:
- 1927–1932: Gorrfried Brockhans
- 1932–1942: Walter Rohbeck
- 1942–1950: Adolf Walgenbach
- 1950–1975: Heinrich Justen
- 1975–1986: Josef Lind
- 1986–2005: Heinz Wans
- 2005–2011: Karl-Heinz Hendker
- 2011–2017: Guido Fluthgraf
- Seit 2018: Achim Köhler